# فریگیت کلاس مرمد
فریگیت کلاس مرمد (به انگلیسی: Mermaid-class frigate) یک کلاس از کشتی است که طول آن ۱۲۴ فوت ۰ اینچ (۳۸ متر) می‌باشد.